# Jastrebnik (Słowenia)
Jastrebnik – wieś w Słowenii, w gminie Šmartno pri Litiji. W 2018 roku liczyła 40 mieszkańców.